# David Yonggi Cho
David Yonggi Cho ( 조용기?; Ulju-gunnei, 14 febbraio 1936 – Seul, 14 settembre 2021) è stato un pastore protestante sudcoreano, pastore capo della Chiesa evangelica di Yoido (anche detta "Chiesa del Pieno Vangelo"), chiesa cristiana pentecostale situata a Seul, in Corea del Sud.

## Biografia
Nasce il 14 febbraio del 1936 a Ulju-gun nei pressi dell'odierna Ulsan. Da ragazzo, si convertì dal Buddhismo al Cristianesimo quando guarì miracolosamente dalla tubercolosi.
Nel 1958, vivendo in una casa di fango e non avendo altro che una tenda abbandonata della marina americana, Cho iniziò a tenere sotto questa tenda servizi di culto nella periferia di Seul. La congregazione inizialmente era costituita da cinque persone e nel corso degli anni si sviluppò sino a diventare la congregazione evangelica più grande al mondo con oltre 1.000.000 di membri registrati nell'anno 2010. Per soddisfare le esigenze di una tale congregazione, ogni domenica sono necessari più di cinque servizi di culto. Attualmente la sua congregazione sostiene centinaia di missionari in varie parti del mondo.

## Opere
È autore di oltre 80 libri, di cui diversi pubblicati anche in italiano; nel 1985 gli è stato assegnato il "Premio medaglia d'oro per il Libro" da parte dell'Associazione degli Editori Cristiani Evangelici per la sua opera La preghiera: chiave del risveglio. Il Dottor Cho, fondatore e Presidente della Church Growth International, viaggiava in tutto il mondo per l'insegnamento spirituale sui principi della crescita della Chiesa.
Alcuni titoli:
- La quarta dimensione, Uomini Nuovi, 1997, ISBN 978-8880770466
- Comunione con lo Spirito Santo, Uomini Nuovi, 2000, ISBN 978-8880771081
- Pregare con Gesù - Il «Padre nostro», Uomini Nuovi, 2005, ISBN 978-8880772279
- Leadership spirituale per il nuovo millennio, Publielim, 2008, ISBN 978-8887511574
- Vivere con successo, Uomini Nuovi, 2006, ISBN 978-8880772583